# ハイベリー
ハイベリー（英: Highbury）はロンドン・イズリントン区の1地区である。

## 歴史

### 初期のハイベリー
現在イズリントン区に含まれるこの地区は、かつてトレントン荘園の一部だった（この荘園はドゥームズデイ・ブックにも掲載されている）。トレントン荘園（英: Tolentone）はイルガーの兄弟レナルフ（英: Ranulf brother of Ilger）のもので、キャノンベリー・ロード（英: Canonbury Road）の北側、ハロウェイ・ロード（英: Holloway Road）の東側区域全てを含んでいた。領主の邸宅は現在のホーンジー・ロード（英: Hornsey Road）の東側、セブン・シスターズ・ロードとの交差点付近にあった。荘園が無くなった後の1271年、南東側に新しい荘園の領主邸宅が建てられた（以下参照）。元々あった領主邸宅と区別するため、この邸宅は丘の上に立てられ、「ハイベリー」（英: Highbury）と名付けられた。地区名はこの邸宅から取られている。
ハイベリー荘園の場所はブリタンニア時代の駐屯軍によって、サマー・キャンプとして活用されていたと考えられている。1781年に新しいハイベリー・ハウスが建築された際、ブリタンニア時代もしくはノルマン人のタイルが発見されたが、不運にもその後紛失されている。

### ハイベリー荘園
その後ハイベリーの所有権はアリシア・ド・バロウ（英: Alicia de Barrow）に移り、1271年には英国ホスピタル騎士団としても知られる、「エルサレムの聖ヨハネ小教会」（英: The Priory of St John of Jerusalem）へと譲渡された。この裕福な領主小教会は、農場と納屋が付いた石造りの田舎風大屋敷としてハイベリー荘園を建立した。
農民反乱中の1381年、ジャック・ストロー (Jack Straw) は、ホスピタル騎士団の「富と高慢に激怒する」2万人の暴徒を指揮して、この荘園屋敷を破壊した。当時の教会長 (en) であるロバート・ヘイルズは、ロンドン塔に逃げ込んだものの捕らえられ、タワー・ヒルで打ち首に遭っている。ジャック・ストローと彼に従った数人は、ハイベリーを一時的な本部として使い、屋敷は捨てられた後も500年間『ジャック・ストローの城』（英: Jack Straw’s Castle）として知られることになった。なおハムステッドのホワイトストーン・ポンドにも、同じく彼の名前から名前が取られた『ジャック・ストローの城』が存在する。以前はパブ、現在ではフラットとして使われており、『ジャック・ストローの城』としてはこちらの方が知名度が高い。

### ハイベリー・ハウス

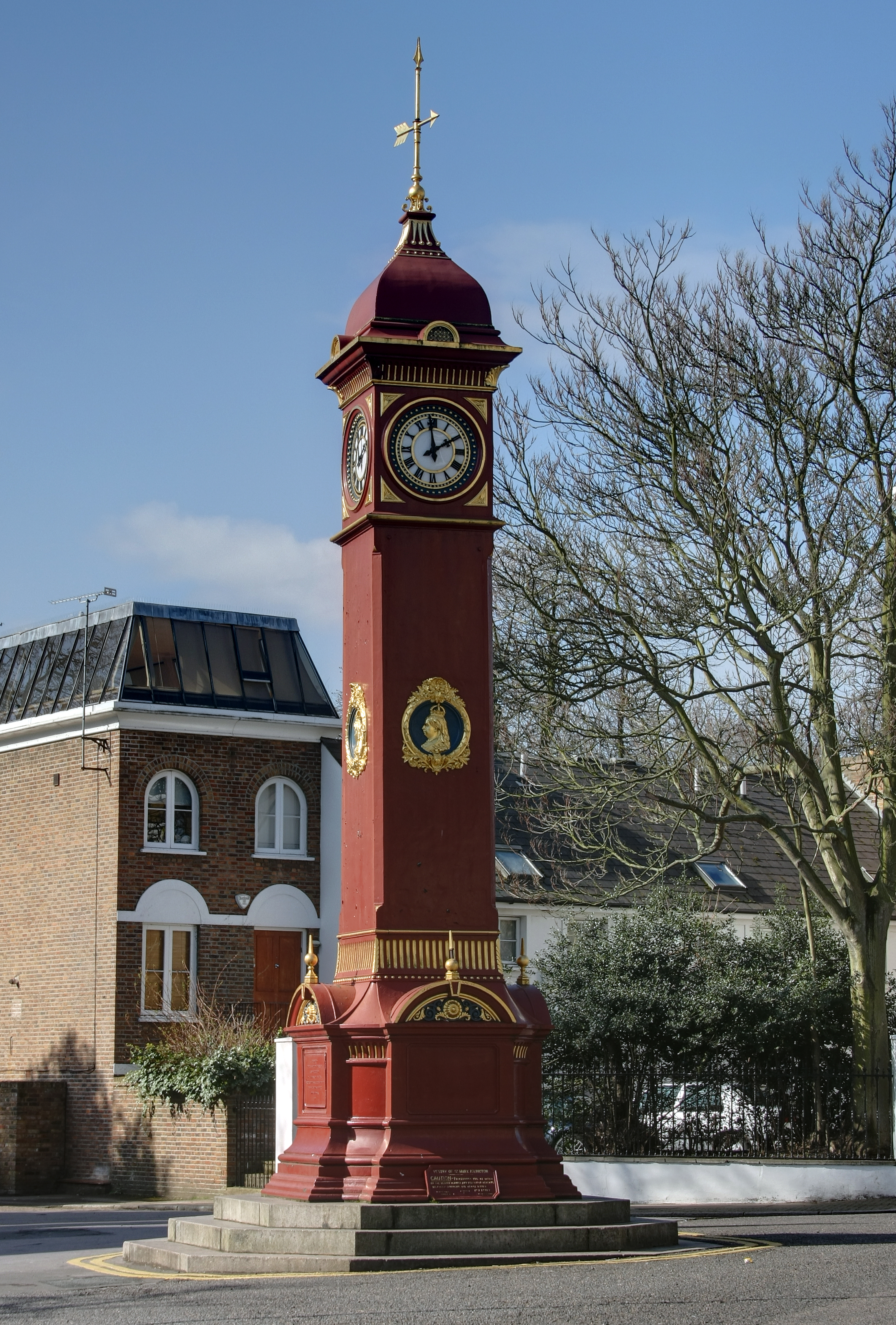
ハイベリー・クロックはハイベリー・フィールズのすぐ北、ハイベリー・バーンとハイベリー・ヒルの交差点近くに位置している。この時計はヴィクトリア女王の在位60年を祝し、1897年に寄贈された。

聖ヨハネ騎士団が所有していたハイベリー荘園は、1540年、ヘンリー8世によって没収された。この土地は、17世紀にイングランド議会が売却を始めるまで王領地であった。
裕福な株式仲買人だったジョン・ドーズ（英: John Dawes）は、周辺の土地247エーカー (1.00 km2)と合わせて『ジャック・ストローの城』を入手した。1781年には1万ポンドをかけて、かつてハイベリー荘園があった場所に、ハイベリー・ハウスを建築した。それからの30年間、屋敷は次の領主であるアレクサンダー・オーバート、更に次の領主ジョン・ベントレー
によって、大きな観測所や豪勢な庭も含め、拡張され続けた。
ハイベリー・ハウス周辺の敷地は、1794年から売却が進められた。1894年までには、ハイベリー・ハウスと、売却後も残った敷地が学校に変えられている。1938年、ハイベリー・ハウスはついに廃止され、現在では跡地にイートン・ハウス・フラットが建っている。この建物はレイ・ロード（英: Leigh Road）沿いにあり、1939年にオールド・イートン建設協会（英: The Old Etonian Housing Association）によって建設されたものである。

### ハイベリー・バーン

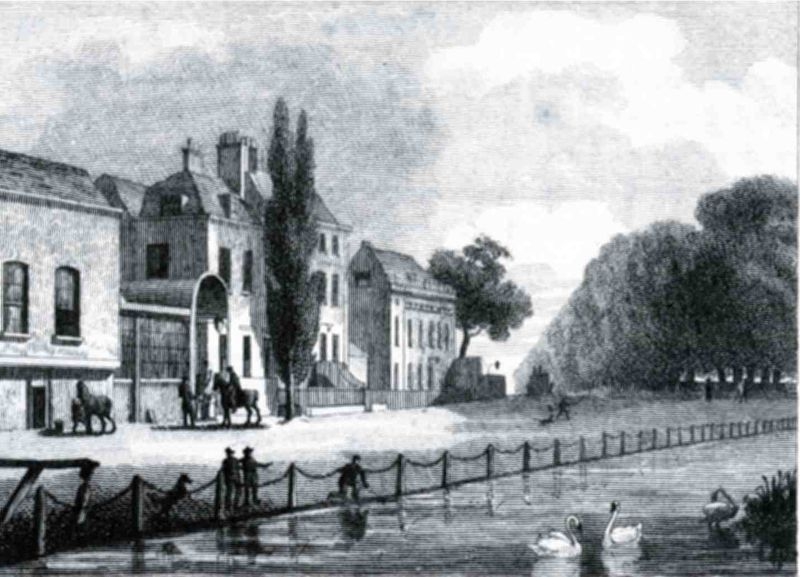
1819年のハイベリー・バーン

1381年に荘園屋敷が破壊された後、農場と納屋は、ホッピング・レーンの南側を走る、現在のセント・ポールズ・ロードの東側に保存された。セント・ポールズ・ロードはハイベリー・パーク、ハイベリー・グロウヴ（A1201）と交差する位置にある。1740年には、ハイベリー・バーンに小さなエールとケーキの店がオープンした。
1770年、ウィリアム・ウィロビーがハイベリー・バーンを引き継ぎ、人気を大いに高めた。彼は、隣の農場から土地と建物を譲り受けてハイベリー・バーンの規模と設備を拡張した。これにより敷地は現在のケルヴィン・ロードの先まで達し、ローンボウルズやトラップ・ボール用の芝生、庭も整備された。ハイベリー・バーンは2,000人分の夕食を賄え、コンサートやダンスも行われたほか、ロンドンで最も人気のある店の1つになった。
1854年にハイベリー・バーンの庭で行われた、毎年恒例のローンボウルズ大会では、チャールズ・グリーンによる気球飛行が行われた。1865年まで、ここには大きなダンス舞台や改築された劇場、ミュージックホールがあり、綱渡りショーやパントマイム、チャン&エン・ブンカー兄弟の見世物などが行われていた。ハイベリー・バーンは、自らの成功で首を絞めることになった。1869年に、バーツ病院の生徒が起こした暴動の後、地域住民はバーンで呑み騒ぐ淫らな顧客が増えていることに対し抗議した。この訴えは裁判沙汰になり、当局が1871年にバーンのダンスホール営業権を剥奪する事態となった。

### 住民の増加
1794年までのハイベリーは、ハイベリー・ハウスとハイベリー・ヒル・ハウス、ハイベリー・バーン、ハイベリー・テラスの門付きテラス、ハイベリー・プレースで構成されており、いずれもジョン・ドーズが貸し出した土地に建てられていた。ハイベリー地区はこのスタイルを守るつもりだったようで、その証拠にセント・ポールズ・ロード / ボールズ・ポンド・ロードとセブン・シスターズ・ロードの間に、広さ250エーカー (1.0 km2)の公園「アルバート・パーク」を建設する計画が持ち上がっていた。代わりに、現在のハイベリー・フィールズにあたる27.5エーカー (111,000 m2) の土地が1869年に保存された。この地区には、115エーカー (465,000 m2) のフィンズベリー・パーク（英: Finsbury Park）が作られ、残りの地区は開発された。
地区開発の大半は2つのフェーズで進行した。1870年代までに多くのイタリア風ヴィラが建てられ、多くはハイベリーの南側に集中した。続いて、家々が密集して建てられ開発が進んだ。多くはテラスハウスで、主にハイベリーの北側に建設された。1918年まで空き地への家屋建設が進んだが、それ以降は第二次世界大戦が終わるまでほとんど変化がなかった。
1920年代には、キリスト教住民の礼拝のため場所が必要となり、1920年、ケルロス・ロード（英: Kelross Road）に聖ジャンヌ・ダルク教会（英: St Joan of Arc's church、英語読み転記：聖ジョアン・オブ・アルク教会）が開かれた。この教会は、列聖されたジャンヌ・ダルクの名を冠した最初の教会と考えられる。教会はすぐに発展したが、戦後のカトリック信者の移住に伴って、より大きく新しい教会が必要となった。ハイベリー・パーク（ケルロス・ロードの近隣）に建設された新しい教会にもジャンヌ・ダルクの名前が冠され、1962年9月23日に正式に開設された。
ハイベリーはザ・ブリッツ（ロンドン大空襲）で爆撃を受け、V1飛行爆弾の爆撃も受けている。1944年6月27日、V1飛行爆弾はハイベリー・コーナーを吹き飛ばし、26人が死亡、150人が負傷した。ハイベリー・コーナーには印象的な駅・ホテルがあり、この攻撃で被害を受けたものの、メインの建物は1960年代にヴィクトリア線が引かれて取り壊されるまで使用され続けた。元々の西へ延びるプラットフォームはハロウェイ・ロードの反対側に保存され、元々のエントランスは一部が現在の駅のエントランス左側に保存されている。この出来事を記念する赤いプラークが、建物壁のラウンドアバウトを見渡せる位置に設置されている。
第二次世界大戦後ハイベリー地区の大規模改築が行われ、爆撃を受けた建物を取り壊して新しい公営住宅が建てられた。近代的でなかったヴィラには、より多くの公営住宅を建てるため取り壊されたものもあったが、一部は保存のため指定文化財とされた。1980年代初頭の資産価格高騰を受けて、この地区にもジェントリフィケーションの波が訪れ、カウンシルは大邸宅の一部を、ヴィラを修復できるだけの資産を持つ個人開発者たちに売却し始めた。例えば、2004年にイズリントン・カウンシルは、ハイベリー・ニュー・パークにある4つの建物を、それぞれ100万ポンドで開発者たちに売却している。
1997年には、ハイベリー・コミュニティ・アソシエーション (HCA) が設立された。以来HCAは、ハイベリーとロウアー・ハロウェイ、フィンズベリー・パークの住民や店舗を代表している。HCAは、ロンドンの北イズリントンに位置するこの地区に関して、住環境・労働環境の様々な面からキャンペーンを展開している。

### アーセナル・スタジアム

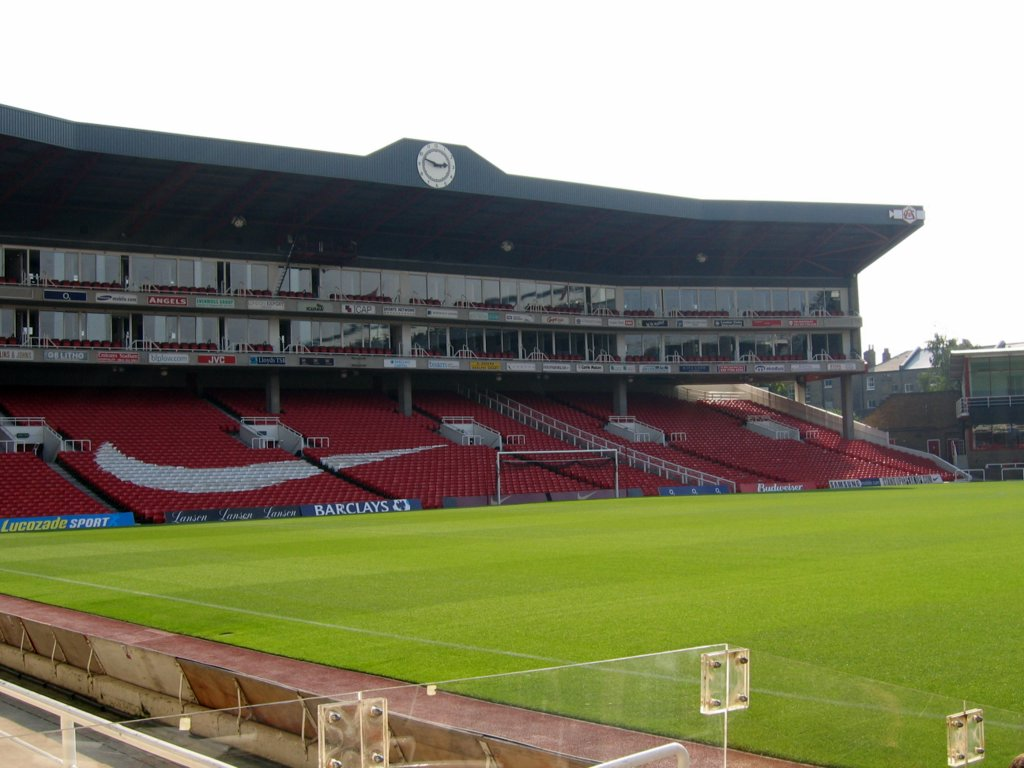
2005年のアーセナル・スタジアム、クロック・エンド（The Clock End）。解体前の様子。

1913年、ウリッジ・アーセナルFCは北側のハイベリーに本拠地を移転させ、その名前からウリッジとの名前を外した。理事長のヘンリー・ノリスは、セント・ジョンズ・ホール（英: St John's Hall）のグラウンドの一部を、20年2万ポンドの契約で借り受けた。新しいアーセナル・スタジアムはこの場所に建設され、地域名と同じ『ハイベリー』との愛称を得た。セント・ジョンズ・ホールは、1825年に現在のオーバート・パーク（英: Aubert Park）に、大英博物館を彷彿とさせる、イオニア式風の建築で建てられた。"Highbury College (of Divinity)"（ハイベリー大学（神学部））とも呼ばれていたセント・ジョンズ・ホールは、1946年に全焼し、跡地は1区画のフラットに作り替えられた。
クラブは成功し、1925年までには土地の自由保有権代を支払えるまでになった。アーセナルの成功はハイベリーの名前を広く知らしめることになったが、近隣住宅には悪影響を及ぼした。2006年、クラブは本拠地を、ハイベリー地区ドレイトン・パークの西側にある、アシュバートン・グロウヴ（英: Ashburton Grove）のエミレーツ・スタジアムに移した。旧スタジアムは、高級複合住宅ハイベリー・スクエアに作り替えられた。指定文化財だった2つのメイン・スタンドはアパートに変わり、元々の外観はほぼ全てが保存された。指定文化財でなかったノース・バンク（英: North Bank）とクロック・エンド（英: Clock End）は、新しいアパートを作るために取り壊された。ピッチは庭に変えられ、地下にはプライベート・ジムとスイミング・プールが作られた。今日でも、旧ハイベリー・スタジアム周辺の不動産は人気が高く、旧スタジアム内に建てられたアパートは、開始価格30万ポンドの値を付けている。

## 芸術作品中のハイベリー
1965年から40年間、ハイベリー・ニュー・パークはウェセックス・サウンド・スタジオズの本拠地だった。このスタジオは、ビートルズのプロデューサー、ジョージ・マーティン（ハイベリー地区ドレイトン・パーク生まれ）が設立したもので、クイーン、ジェネシス、ローリング・ストーンズ、セックス・ピストルズ、ザ・クラッシュなどの有名アルバムも多数収録されている。スタジオのあった建物は、現在「ザ・レコーディング・スタジオ」と呼ばれる住居区画にあり、住所は「ハイベリー・ニュー・パーク106番地」である。
ハイベリーには、ウェセックス・スタジオズと同じ通りに、映画・テレビ・録音スタジオのハイベリー・スタジオズも存在した（住所はハイベリー・ニュー・パーク65A番地）。スタジオは、隣接した廃教会堂を使ってトレーニング・スクールを開設していた。元々1890年に音楽学校として建てられたこの施設は、1926年にピカディリー・レーベル（英: the Piccadilly）のレコーディング・スタジオになった。1933年には名前を『ハイベリー（フィルム）スタジオズ』と名前を変え、1945年にはランク・オーガナイゼーションの傘下に入った。経済難から、ランクはスタジオを閉鎖し、建物も1960年に取り壊された。現在ではフラット『アテナウム・コート』がこの位置を占めている。
以下の本や映画には、ハイベリーに関する言及がある。
- 本 "A London Family 1870–1900"、モリー・ヒューズ（英語版）作、ISBN 0-19-282896-7。特にハイベリー・ニュー・パークへの言及がある。
- 2002年の英国映画 "Killing Her Softly" は一部がハイベリー・ニュー・パークで撮影された[9]。
- 1997年の映画『ぼくのプレミアライフ フィーバーピッチ』 (Fever Pitch) は、アーセナル・スタジアム周辺とハイベリー・ヒル沿いで撮影された。
- 1994年の映画『フォー・ウェディング』は、ヒュー・グラントがハイベリー・コーナーでタクシーを捕まえようとするシーンで始まり、ハイベリー・フィールズ（英語版）を囲む家々の前で映画が終わる。
- 1939年の映画『ザ・アーセナル・スタジアム・ミステリー（英語版）』は、アーセナル・スタジアム内・周辺で撮影された。
- ジョン・ベチェマン（英語版）による詩 "Summoned by Bells"  (en) 。この自伝詩の中ではハイベリーが何度か登場し、彼が足を運んでいたアバディーン・パークの救世主教会[注 11]などに言及がある。救世主教会は1980年に閉鎖され、現在ではアート・スタジオが入っている。
- ハイベリーはMr.ビーンが住む地区である。
- 作家のアラン・ムーアは 『beat seance[訳語疑問点]』 をハイベリー内外で記録し、"The Highbury Working"として発表している (The Moon and Serpent Grand Egyptian Theatre of Marvels) 。
- 70年代初頭、BBCのドラマ "The House on Highbury Hill" がハイベリーで撮影された[10]。
- ハイベリーはウィリアム・メイクピース・サッカレーの小説『虚栄の市』に登場する。第4章では、セドリィ一家が『オルダーマン・ボールズと食事しにハイベリー・バーンへ行こうよ』と話す[注 12]。
- ジェーン・オースティンの小説『エマ』では、舞台がハイベリーという名の村に設定されているが、この村はサリーに含まれる設定である。
- T・S・エリオットの詩『荒地』第3部「火の祈り」(英: The Fire Sermon) にも、"Highbury bore me. Richmond and Kew / Undid me." としてハイベリーが登場する。

## 人口統計
2001年の国勢調査によれば、ハイベリーの人口は東西2地区を合わせて21,959人だった。内訳は白人75%、黒人11%、アジア系6%だった。この地区の住民は、40%が持ち家生活である。この地区は多民族の高級住宅街と考えられている。

## 地理

1916年に作られたイズリントン・メトロポリタン・バラでのハイベリーの区割り

ハイベリーはチャリング・クロスから4.4マイル (7.1 km)北側に位置する。面積はおよそ500エーカー (2.0 km2)である。

### 鉄道・地下鉄駅
最寄りの鉄道・地下鉄駅は次の通り。
- アーセナル駅
- キャノンベリー駅（英語版）
- ドレイトン・パーク駅（英語版）
- フィンズベリー・パーク駅
- ハロウェイ・ロード駅
- ハイベリー&イズリントン駅（英語版）

### 近隣地区
近隣地区は以下の通り。
- フィンズベリー・パーク（英語版） - ハイベリー地区の北側
- ハロウェイ（英語版） - ハイベリー地区の西側
- イズリントン、キャノンベリー（英語版） - ハイベリー地区の南側
- ニューイントン・グリーン（英語版） - ハイベリー地区の東側
- ストーク・ニューイントン（英語版） - ハイベリー地区の北東
- バーンズベリー（英語版）

## 著名な住人
- エインズリー・ハリオット（英語版） - 人気シェフ・ホスト
- アラン・デイヴィス - コメディアン
- アンディ・バロウズ（英語版） - レイザーライトの元メンバー、ドラマー
- アナ・ポップルウェル - 女優、代表作は『ナルニア国物語』のスーザン・ペベンシー役
- ボリス・ジョンソン - ロンドン市長
- チャールズ・クラフト（英語版） - クラフツ・ドッグ・ショーの発案者。ハイベリー・グロウヴ在住だった。
- チャス・スマッシュ（英語版） - マッドネスのメンバー
- クリス・ロウ - ペット・ショップ・ボーイズのメンバー、ハイベリー・グレンジ（英: Highbury Grange）在住
- クライブ・アンダーソン（英語版） - テレビ司会者、コメディ作家
- デーモン・ビーズリー（英語版） - 作家
- ディヴィッド・スターキー（英語版） - 歴史学者、テレビ司会者
- ドミニク・ハワード - ミューズのドラマー
- エド・オブライエン - レディオヘッドのギタリスト
- エレイン・ローダン（英語版）
- ジョージ・マーティン - ビートルズのプロデューサー・アレンジャー
- グウィネス・ストロング（英語版） - 女優
- ヘンリー・ローソン - オーストラリア人の詩人・作家。1901年に、セント・ジェームズ・ロードとハロウェイ・ロードから逸れたパラダイス・レーンに住んでいた。
- ホーガン・エフレイム - プロサッカー選手、ウィコム・ワンダラーズFC所属
- イアン・ジャック（英語版） - ジャーナリスト・作家
- ジェシー・バードソール（英語版） - 俳優
- ジミー・カー（英語版） - コメディアン
- ジョゼフ・チェンバレン - 政治家。1845年から1854年まで住んだ幼少期の家が、ハイベリー・プレース25番地[注 13]にある。
- リリアン・バエル - 後のレティ侯爵夫人リリアン、レオポルド3世の妻
- ナン・ヤングマン（英語版） - 画家、教育者
- ニール・アシャーソン（英語版） - 歴史学者、ジャーナリスト、作家
- ニック・ホーンビィ - 作家、処女作は先述の『ぼくのプレミアライフ』
- ニック・ロビンソン（英語版） - BBC政治部デスク (Political editor)
- ナイジェル・スレーター（英語版） - フード・ライター、アナウンサー
- オーウェン・トーマス（英語版） - BBC司会者
- ポール・ブリンドリー（英: Paul Brindley） - ザ・サンデーズ（英語版）のベーシスト
- ビーター・オーボーン（英語版） - 政治コラムニスト、テレビ司会者
- フィリップ・フィッシュ（英語版） - オーストラリアの政治家、タスマニア州知事
- ローワン・アトキンソン - 俳優
- スキャンダー・ケインズ - 俳優、代表作は『ナルニア国物語』のエドマンド・ペベンシー役
- ウォルター・シッカート - 画家。1927年から1934年まで、彼のスタジオはハイベリー・プレース1番地にあった[注 14]。